# Ázua
Ázua är en provins i Dominikanska republiken och är belägen i den södra delen av landet, med kust mot Karibiska havet. Antalet invånare i provinsen är cirka 236 000. Den administrativa huvudorten är Ázua de Compostela. Provinsen är indelad i tio kommuner, som vidare är indelade i kommunala distrikt.

## Kommuner
- Ázua de Compostela
- Estebanía
- Guayabal
- Las Charcas
- Yayas de Viajama
- Padre Las Casas
- Peralta
- Pueblo Viejo
- Sabana Yegua
- Tábara Arriba